# Snowboarding na Zimowych Igrzyskach Olimpijskich 2006
Snowboard na Zimowych Igrzyskach Olimpijskich 2006 odbywał się w dniach 12 – 23 lutego 2006 roku. Zawodnicy i zawodniczki walczyli w trzech męskich i w trzech kobiecych konkurencjach: halfpipe, slalom równoległy i snowcross. Łącznie rozdano sześć kompletów medali. Zawody odbywały się 90 km na zachód od Turynu, gdzie znajduje się kurort narciarski Bardonecchia.

## Terminarz
| Data           | Godzina   | Miejscowość  | Konkurencja                | Złoto          | Srebro             | Brąz                 |
| -------------- | --------- | ------------ | -------------------------- | -------------- | ------------------ | -------------------- |
| 12 lutego 2006 | 14:00 CET | Bardonecchia | Halfpipe mężczyzn          | Shaun White    | Danny Kass         | Markku Koski         |
| 13 lutego 2006 | 14:00 CET | Bardonecchia | Halfpipe kobiet            | Hannah Teter   | Gretchen Bleiler   | Kjersti Buaas        |
| 16 lutego 2006 | 14:00 CET | Bardonecchia | Snowcross mężczyzn         | Seth Wescott   | Radoslav Židek     | Paul-Henri de Le Rue |
| 17 lutego 2006 | 14:00 CET | Bardonecchia | Snowcross kobiet           | Tanja Frieden  | Lindsey Jacobellis | Dominique Maltais    |
| 22 lutego 2006 | 12:50 CET | Bardonecchia | Gigant równoległy mężczyzn | Philipp Schoch | Simon Schoch       | Siegfried Grabner    |
| 23 lutego 2006 | 12:50 CET | Bardonecchia | Gigant równoległy kobiet   | Daniela Meuli  | Amelie Kober       | Rosey Fletcher       |

## Wyniki

### Kobiety

#### Halfpipe
| Pozycja | Zawodniczka      | Narodowość        | Wynik |
| ------- | ---------------- | ----------------- | ----- |
|         | Hannah Teter     | Stany Zjednoczone | 46,4  |
|         | Gretchen Bleiler | Stany Zjednoczone | 43,4  |
|         | Kjersti Buaas    | Norwegia          | 42,0  |
| 4.      | Kelly Clark      | Stany Zjednoczone | 41,1  |
| 5.      | Torah Bright     | Australia         | 41,0  |
| 6.      | Elena Hight      | Stany Zjednoczone | 37,8  |
| 7.      | Manuela Pesko    | Szwajcaria        | 35,9  |
| 8.      | Doriane Vidal    | Francja           | 35,7  |
| 9.      | Shiho Nakashima  | Japonia           | 33,1  |
| 10.     | Sōko Yamaoka     | Japonia           | 32,7  |

#### Snowcross
| Pozycja | Zawodniczka          | Narodowość        |
| ------- | -------------------- | ----------------- |
|         | Tanja Frieden        | Szwajcaria        |
|         | Lindsey Jacobellis   | Stany Zjednoczone |
|         | Dominique Maltais    | Kanada            |
| 4.      | Maëlle Ricker        | Kanada            |
| 5.      | Mellie Francon       | Szwajcaria        |
| 6.      | Maria Danielsson     | Szwecja           |
| 7.      | Yuka Fujimori        | Japonia           |
| 8.      | Marie Laissus        | Francja           |
| 9.      | Isabel Clark Ribeiro | Brazylia          |
| 10.     | Déborah Anthonioz    | Francja           |

#### Slalom gigant równoległy
| Pozycja | Zawodniczka               | Narodowość        |
| ------- | ------------------------- | ----------------- |
|         | Daniela Meuli             | Szwajcaria        |
|         | Amelie Kober              | Niemcy            |
|         | Rosey Fletcher            | Stany Zjednoczone |
| 4.      | Doris Günther             | Austria           |
| 5.      | Jekatierina Tudiegieszewa | Rosja             |
| 6.      | Julie Pomagalski          | Francja           |
| 7.      | Ursula Bruhin             | Szwajcaria        |
| 8.      | Swietłana Bołdykowa       | Rosja             |

### Mężczyźni

#### Halfpipe
| Pozycja | Zawodnik           | Narodowość        | Wynik |
| ------- | ------------------ | ----------------- | ----- |
|         | Shaun White        | Stany Zjednoczone | 46,8  |
|         | Danny Kass         | Stany Zjednoczone | 44,0  |
|         | Markku Koski       | Finlandia         | 41,5  |
| 4.      | Mason Aguirre      | Stany Zjednoczone | 40,3  |
| 5.      | Antti Autti        | Finlandia         | 39,1  |
| 6.      | Gary Zebrowski     | Francja           | 38,6  |
| 7.      | Markus Keller      | Szwajcaria        | 38,5  |
| 8.      | Christophe Schmidt | Niemcy            | 37,5  |
| 9.      | Vinzenz Lüps       | Niemcy            | 36,8  |
| 10.     | Risto Mattila      | Finlandia         | 35,8  |

#### Snowcross
| Pozycja | Zawodnik             | Narodowość        |
| ------- | -------------------- | ----------------- |
|         | Seth Wescott         | Stany Zjednoczone |
|         | Radoslav Židek       | Słowacja          |
|         | Paul-Henri de Le Rue | Francja           |
| 4.      | Jordi Font           | Hiszpania         |
| 5.      | Jasey-Jay Anderson   | Kanada            |
| 6.      | Jason Smith          | Stany Zjednoczone |
| 7.      | Damon Hayler         | Australia         |
| 8.      | Dieter Krassnig      | Austria           |
| 9.      | Marco Huser          | Szwajcaria        |
| 10.     | François Boivin      | Kanada            |

#### Slalom gigant równoległy
| Pozycja | Zawodnik          | Narodowość |
| ------- | ----------------- | ---------- |
|         | Philipp Schoch    | Szwajcaria |
|         | Simon Schoch      | Szwajcaria |
|         | Siegfried Grabner | Austria    |
| 4.      | Mathieu Bozzetto  | Francja    |
| 5.      | Heinz Inniger     | Szwajcaria |
| 6.      | Dejan Košir       | Słowenia   |
| 7.      | Rok Flander       | Słowenia   |
| 8.      | Gilles Jaquet     | Szwajcaria |